# Mogrus canescens
Mogrus canescens är en spindelart som först beskrevs av Koch C.L. 1846.  Mogrus canescens ingår i släktet Mogrus och familjen hoppspindlar. Inga underarter finns listade i Catalogue of Life.